# Cartas ao Conselheiro Ruy Barbosa

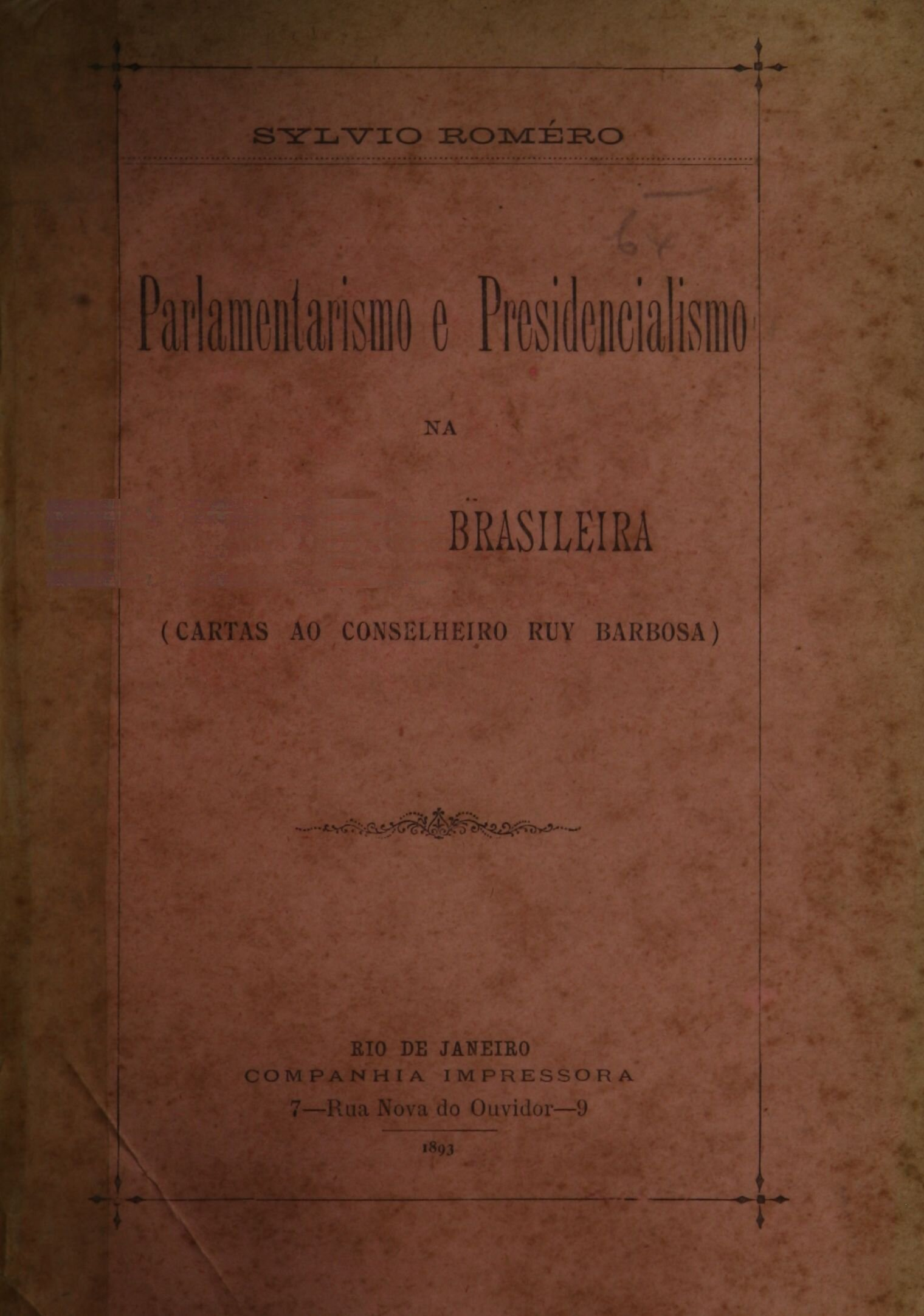
Original de Parlamentarismo e presidencialismo na República brasileira: cartas ao Conselheiro Ruy Barbosa (1893).

Cartas ao Conselheiro Ruy Barbosa é um compêndio de cartas escritas pelo intelectual Sílvio Romero e publicadas no Jornal do Commercio em 1893, direcionadas a Ruy Barbosa, autor do projeto da primeira constituição republicana do Brasil. O objetivo de Sílvio Romero é mostrar que o parlamentarismo adéqua-se à forma de governo republicana. Para isso, aponta os defeitos do presidencialismo, responde às objeções em relação ao parlamentarismo e sugere medidas a serem tomadas.

## Contexto
Após a Proclamação da República, em 1889, foi instaurada uma Assembleia Constituinte para redigir uma constituição republicana no Brasil. Entre as propostas existentes para o novo sistema de governo brasileiro estava a república parlamentarista, defendida por republicanos contrários ao militarismo da República da Espada (1889-1894) e por remanescentes da monarquia.
Entre os principais apoiadores do parlamentarismo estava Sílvio Romero. Formado em Direito, mas atuando principalmente como professor de Filosofia e crítico literário, o polímata foi um dos fundadores da Academia Brasileira de Letras (ANL), sendo famoso por seus artigos sobre educação no jornal carioca Diário de Noticias, mas também por seu apoio a ideias favoráveis à eugenia.

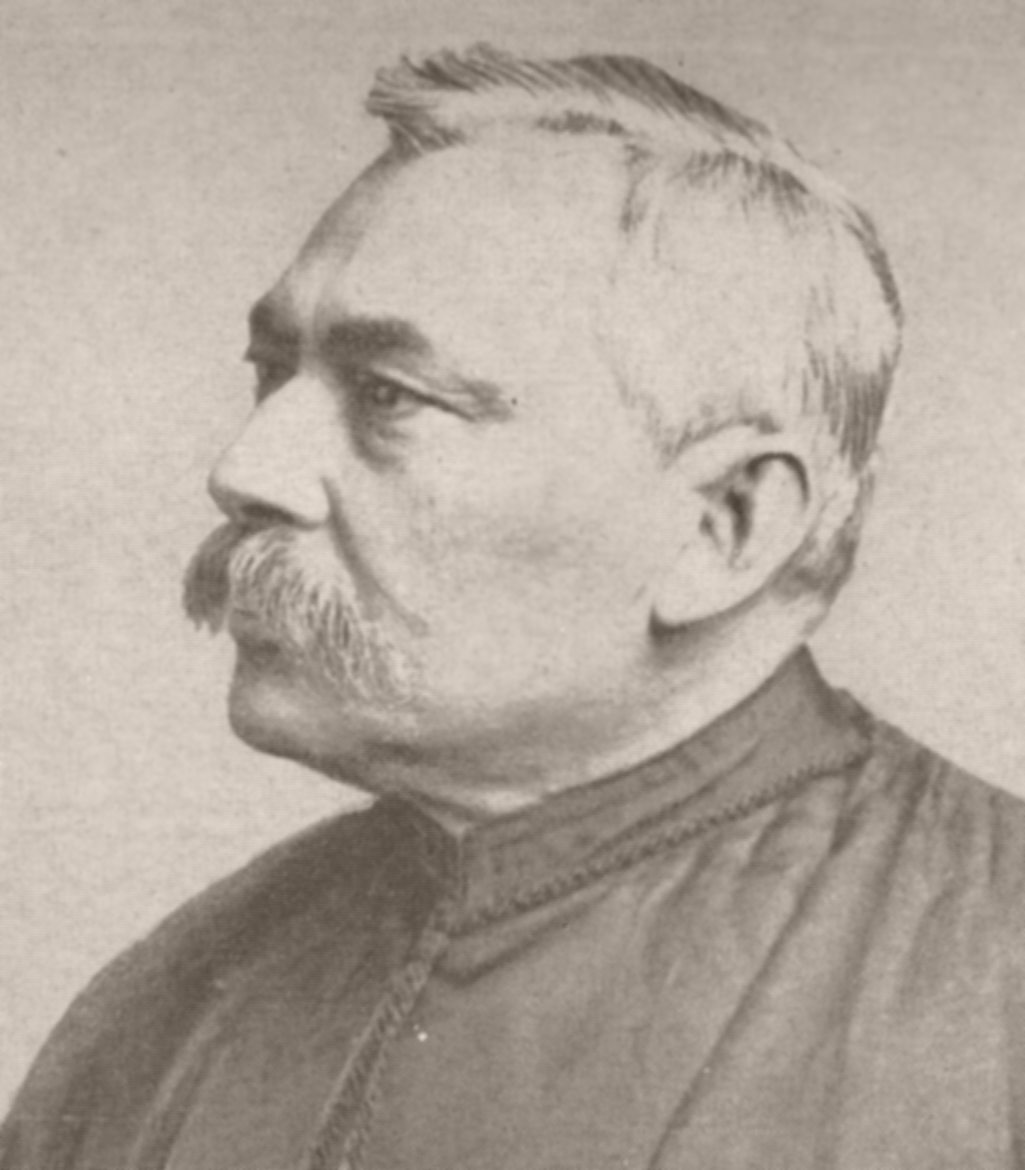
Sílvio Romero.

Na política, filiou-se ao Partido Republicano Paulista (PRP), sendo nomeado para o Conselho de Instrução Superior em 1891. Foi deputado federal entre 1900 e 1902, sendo um dos responsáveis pela elaboração de um código civil brasileiro. Posteriormente, viria a apoiar, através da imprensa e da literatura, os maragatos da Revolução Federalista, também partidários do parlamentarismo.

## Conteúdo

### Crítica ao presidencialismo
Sílvio Romero inicia suas Cartas combatendo o presidencialismo em suas origens, isto é, nos Estados Unidos da América, grande fonte de inspiração dos republicanos brasileiros e da Constituição de 1891. Segundo Romero:
Uma critica mais segura das fontes e das condições que deram origem à Constituição americana tem esclarecido a verdadeira índole do chamado presidencialismo, que, bem longe de ser o grande mérito daquela organização política, é, ao contrario, o seu maior defeito. [...] Além de que o genuíno parlamentarismo não tinha ainda naquele tempo chegado à completa elaboração de sua própria fórmula e, isto é capital, acresce que os legisladores americanos, mesmo para o que já então existia na Inglaterra, não beberam nas melhores fontes.

### Defesa do parlamentarismo

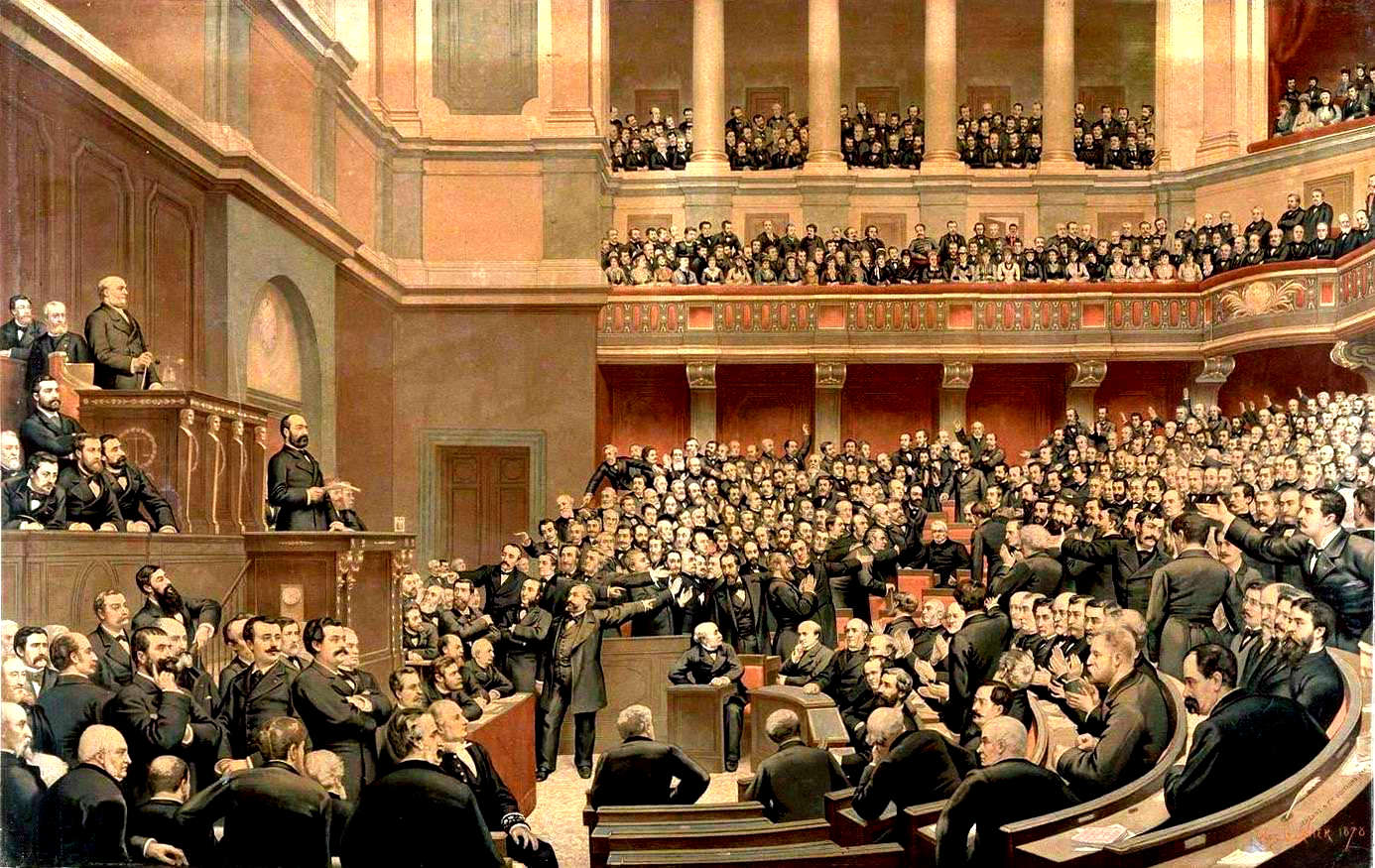
O parlamento republicano francês reunido em 1871.

Sílvio Romero então inicia sua defesa do parlamentarismo, recorrendo aos exemplos europeus. Segundo o polímata:
[...] ao passo que os americanos transportavam para a União uma anomalia própria dos governos locais das colônias, o parlamentarismo seguia a sua evolução para adiante; dotava a Grã-Bretanha do governo mais livre que existe sobre a terra, ia ter repercussão entre os povos progressivos e liberais. A Holanda, a Bélgica, a Suécia, a Itália, a França, a Espanha, entraram no grande ciclo dos governos de discussão, de responsabilidade, de vida ás claras, governos da opinião.
Em seguida, ele rebate as críticas ao parlamentarismo do Império, alertando que a Constituição de 1824 não previa tal sistema, mas que, ainda assim, ele se desenvolveu entre nós ao longo das décadas, apelando para a tradição política brasileira dos últimos 70 anos:
Como quer que seja, porém, e isto é o principal, o parlamentarismo entre nós tinha já a seu favor a experiência de 70 anos de vida, que se pôde dizer normal.
Por fim, Sílvio Romero defende a possibilidade de convivência entre o parlamentarismo e o federalismo, sistema administrativo caro a praticamente todos os republicanos brasileiros. Segundo o autor:
Como poderá um ministro responder por fatos passados nos Estados, que são autônomos? A resposta é muito simples: deverá responder pelos fatos passados nos Estados que forem da competência do governo federal; e os membros do Congresso deverão ter o bom senso e o critério indispensáveis para não responsabilizarem uma autoridade por coisas, que não são da sua alçada. [...] em sua fisionomia geral, o Império Inglês é uma verdadeira federação, mais de um Estado que o compõe acha-se em idênticas condições; o mesmo Canadá e a Austrália estão no caso; fazem parte de uma federação e cada um deles é por sua vez uma federação, e regida parlamentarmente.
Nesse sentido, o intelectual mantém sua argumentação em defesa da possibilidade de harmonia entre federalismo e parlamentarismo, indicando um verdadeiro receituário político-administrativo a Ruy Barbosa, baseado na experiência da Terceira República Francesa. As medidas indicadas para essa harmonia são:
- Unidade da magistratura, como garantia de independência, diante das lutas locais.
- Discriminação das esferas municipal, estadual e federal, para o funcionamento regular da administração pública, prevenindo atritos inconvenientes;
- Determinação de um máximo à representação dos estados grandes e fortes, para que não sufoquem as justas aspirações dos pequenos;
- Exigência de dois terços dos votos da Câmara dos Deputados para a retirada de um ministério, no intuito de coibir as surpresas de votação e as precipitações da maioria;
- Constituir o Senado o regulador da dissolução da Câmara, no empenho de refrear o arbítrio do chefe do Executivo;
- Retirar, em compensação, do Senado o privilégio de sua aprovação à nomeação de agentes do Executivo e do Judiciário, como sejam o prefeito da Capital Federal, ministros diplomáticos e membros do Supremo Tribunal Federal, com o fim de deixar ao chefe de Estado livre ação na escolha de seus auxiliares e funcionários;
- Convicção absoluta de que grande parte das questões de gabinete, elevadas à altura de conflitos políticos, não passam de simples problemas administrativos, solúveis pacificamente;
- Eleição do Presidente da República pelo Congresso Nacional, como na França da época, ou por um eleitorado especial, selecionado, em condições de independência;
- Bom senso dos deputados para não responsabilizarem os ministros por fatos que não são de sua competência.